# Championnat du Cameroun de football 2021-2022
Navigation
Saison précédente Saison suivante
La saison 2021-2022 du Championnat du Cameroun de football est la 62e édition de la première division camerounaise, la MTN Elite 1.
Le Coton Sport, le tenant du titre, remporte la finale du championnat aux tirs au but et empoche son 17e titre de champion.

## Déroulement de la saison
Avant la saison 2021-2022 on apprend que la FECAFOOT réintègre les cinq clubs relégués de la saison précédente pour le nouveau championnat. Les cinq clubs relégués et finalement maintenus sont : Union (Union sportive de Douala), New Stars, Yafoot, Tonnerre (Tonnerre Kalara Club de Yaoundé) et Panthère.
Après des problèmes internes à la fédération le championnat 2021-2022 débute à la mi-mars 2022, avec 25 clubs
Le championnat est scindé en deux phases car la date limite d'inscription aux compétitions continentales est fixée au 30 juin 2022, dans la première phase les équipes sont réparties dans deux poules. Les deux premiers de poule jouent les demi-finales, puis les deux vainqueurs une finale pour déterminer le champion du Cameroun.
Les deux derniers de poule sont relégués directement, un match de barrage désignera le cinquième club relégué.

## Les clubs participants
- Fovu Baham
- Coton Sport Football Club de Garoua
- Dragon Yaoundé
- APEJES de Mfou
- Canon Yaoundé
- Eding Sport Football Club de la Lékié
- Union des mouvements sportifs de Loum
- Tonnerre Kalara Club de Yaoundé
- Avion Academy
- AS Fortuna
- Union sportive de Douala
- Bamboutos Football Club de Mbouda
- PWD Social Club Bamenda
- Young Sports Academy Bamenda
- Stade Renard de Melong
- Djiko FC de Bandjoun - Anciennement Feutcheu Football Club
- Colombe Sportive du Dja et Lobo
- Panthère sportive du Ndé
- Les Astres Football Club
- Yaoundé II FC
- New Stars Football Club
- Fauve Azur Elite de Yaoundé - Promu d'Elite 2
- RC Bafoussam - Promu d'Elite 2
- Renaissance FC de Ngoumou  - Promu d'Elite 2
- OFTA de Kribi - Promu d'Elite 2

## Compétition
Le match d'ouverture se déroule le 16 mars 2022, au stade municipal de Mbouda, il oppose les Bamboutos de Mbouda au PWD de Bamenda.

### Classement

#### Poule A
| Rang | Équipe                | Pts  | J  | G  | N  | P  | Bp | Bc | Diff |
| ---- | --------------------- | ---- | -- | -- | -- | -- | -- | -- | ---- |
| 1    | Les Astres            | 51   | 24 | 15 | 6  | 3  | 36 | 18 | +18  |
| 2    | Canon Yaoundé         | 45   | 24 | 13 | 6  | 5  | 34 | 21 | +13  |
| 3    | Colombe               | 40   | 24 | 12 | 4  | 8  | 47 | 28 | +19  |
| 4    | Union Douala          | 39   | 24 | 11 | 6  | 7  | 31 | 24 | +7   |
| 5    | Djiko FC              | 36   | 24 | 9  | 9  | 6  | 29 | 27 | +2   |
| 6    | APEJES de Mfou        | 35   | 24 | 10 | 5  | 9  | 27 | 30 | -3   |
| 7    | Stade Renard          | 34   | 24 | 9  | 7  | 8  | 32 | 27 | +5   |
| 8    | AS Fortuna            | 32   | 24 | 9  | 5  | 10 | 44 | 43 | +1   |
| 9    | Yong Sports Academy P | 29   | 24 | 7  | 8  | 9  | 23 | 27 | -4   |
| 10   | Fauve Azur Elite P    | 28   | 24 | 6  | 10 | 8  | 37 | 42 | -5   |
| 11   | Panthère du Ndé       | 27   | 24 | 7  | 6  | 11 | 28 | 36 | -8   |
| 12   | Tonnerre de Yaoundé   | 14-3 | 24 | 4  | 5  | 15 | 17 | 43 | -26  |
| 13   | Bafoussam             | 13   | 24 | 2  | 7  | 15 | 20 | 40 | -20  |

|  | Qualifié pour la phase finale.                                                |
|  | Qualifié pour le match de barrage/relégation.                                 |
|  | Relégué en deuxième division                                                  |
|  | T : Tenant du titre C : Vainqueur de la Coupe du Cameroun P : Promu d'Elite 2 |

#### Poule B
| Rang | Équipe                     | Pts  | J  | G  | N  | P  | Bp | Bc | Diff |
| ---- | -------------------------- | ---- | -- | -- | -- | -- | -- | -- | ---- |
| 1    | Eding Sport                | 47   | 22 | 14 | 5  | 3  | 29 | 12 | +17  |
| 2    | Coton SportT C             | 42   | 22 | 12 | 6  | 4  | 37 | 14 | +23  |
| 3    | PWD Bamenda                | 33   | 22 | 9  | 6  | 7  | 26 | 22 | +4   |
| 4    | Fovu Baham                 | 33   | 22 | 8  | 9  | 5  | 20 | 19 | +1   |
| 5    | Bamboutos                  | 32   | 22 | 8  | 8  | 6  | 24 | 21 | +3   |
| 6    | UMS de Loum                | 31   | 22 | 7  | 10 | 5  | 24 | 19 | +5   |
| 7    | Avion Academy              | 27   | 22 | 6  | 9  | 7  | 20 | 21 | -1   |
| 8    | Dragon de Yaoundé          | 23   | 22 | 6  | 5  | 11 | 25 | 35 | -10  |
| 9    | Renaissance FC de NgoumouP | 23   | 22 | 6  | 5  | 11 | 20 | 30 | -10  |
| 10   | Football Club Yaoundé II   | 22   | 22 | 5  | 7  | 10 | 21 | 25 | -4   |
| 11   | OFTA de KribiP             | 19   | 22 | 3  | 10 | 9  | 16 | 33 | -17  |
| 12   | New StarsP                 | 18-3 | 22 | 6  | 6  | 10 | 17 | 29 | -12  |

|  | Qualifié pour la phase finale.                                                |
|  | Qualifié pour le match de barrage/relégation.                                 |
|  | Relégué en deuxième division                                                  |
|  | T : Tenant du titre C : Vainqueur de la Coupe du Cameroun P : Promu d'Elite 2 |

### Phase finale
Les premiers de poule rencontrent les deuxièmes de l'autre poule pour une demi-finale, les deux vainqueurs se retrouvent en finale pour désigner le Champion du Cameroun.

#### Demi-finales
| 30 juin 2022 | Eding Sport       | 0 - 0   | Canon Yaoundé | Le Stade Roumdé Adjia, Garoua |
|              |                   | (0 - 0) |               |                               |
|              | Tirs au but 8 - 7 |         |               |                               |

| 30 juin 2022 | Les Astres | 0 - 2   | Coton Sport FC | Stade de la Réunification, Douala |
|              |            | (0 - 0) |                |                                   |

#### Finale
| 1 juillet 2022 | Eding Sport       | 1 - 1   | Coton Sport FC | Le Stade Roumdé Adjia, Garoua |
|                |                   | (1 - 1) |                |                               |
|                | Tirs au but 2 - 3 |         |                |                               |

### Barrage de maintien-relégation
Le 11e de la Poule A, Panthère du Ndé, et le 10e de la Poule B, Yafoot, se rencontrent pour déterminer le cinquième club relégué. C'est Panthère du Ndé qui remporte le match 1 à 0 et qui se maintient en première division.

## Bilan de la saison
| Championnat du Cameroun de football 2021-2022 |                                    |
| Champion                                      | Coton Sport FC (17e titre)         |
| Coupes et trophées                            |                                    |
| Vainqueur de la Coupe du Cameroun 2021-2022   | Coton Sport FC                     |
| Qualifications continentales                  |                                    |
| Ligue des champions de la CAF 2022-2023       | Coton Sport FC                     |
| Coupe de la confédération 2022-2023           | PWD Bamenda (Vainqueur Coupe 2021) |
| Promotions et relégations                     |                                    |
| Promus en MTN Elite 1                         | Gazelle FA                         |
| Promus en MTN Elite 1                         | Aigle royal de La Menoua           |
| Relégués en MTN Elite 2                       | OFTA de Kribi                      |
| Relégués en MTN Elite 2                       | New Stars                          |
| Relégués en MTN Elite 2                       | Tonnerre de Yaoundé                |
| Relégués en MTN Elite 2                       | Racing Club Bafoussam              |
| Relégués en MTN Elite 2                       | Yafoot                             |